# Noah Fogelson
Vous pouvez aider à l'améliorer ou bien discuter des problèmes sur sa page de discussion.
- Il ne cite pas suffisamment ses sources. Vous pouvez indiquer les passages à sourcer avec {{référence nécessaire}} ou {{Référence souhaitée}}, et inclure les références utiles en les liant aux notes de bas de page. (Marqué depuis mars 2024)
- Certaines informations devraient être mieux reliées aux sources mentionnées dans la bibliographie ou les liens externes. Améliorez sa vérifiabilité en les associant par des références. (Marqué depuis mars 2024)

- Archive Wikiwix
- Bing
- Cairn
- DuckDuckGo
- E. Universalis
- Gallica
- Google
- G. Books
- G. News
- G. Scholar
- Persée
- Qwant
- (zh) Baidu
- (ru) Yandex
- (wd) trouver des œuvres sur Wikidata

Noah Fogelson est un producteur américain et un des chefs de direction (ou CEO) de la Crest Animation Productions, studio américano-indien d'animation.

## Biographie

### Études
En 1992, Fogelson sort diplômé de l'université Stanford et entre ensuite à la faculté de doit de l'université de Californie à Berkeley, sortant en 1995, diplômé.

### Carrière
Il est notamment vice-président exécutif et manager général de DIC Entertainment, société de production de film et téléfilm américaine. Ensuite, il quitte DIC qui est racheté en 2008, pour Crest Animation, petit studio américano-indien, et devient chef de direction du bureau américain du studio (l'autre étant à Bombay en Inde).
En 2010, il commence une carrière de producteur, en étant un des producteurs exécutifs du nouveau film des studios : Alpha et Oméga qui sonne le retour de Crest au cinéma, onze ans après Le Roi et moi, grâce à un accord avec la société de production et de distribution LionsGate.
Le film est un succès et Fogelson est de nouveau producteur exécutif pour le remake du Petit Train bleu, qui sort en 2011 directement en vidéo. Les studios annoncent dans la foulée, que Fogelson sera de nouveau producteur exécutif pour le second film de l'accord entre Crest et LionsGate, à savoir Norm of the North, prévu pour 2012.

## Filmographie
- 2010 : Alpha et Oméga : producteur exécutif
- 2011 : Le Petit Train bleu : producteur exécutif
- 2012 : Norm of the North : producteur exécutif